# 李金龍 (園藝)
李金龍（1947年—），台灣農學家，曾任行政院農業委員會主任委員。

## 學經歷
1970年畢業於國立中興大學園藝學系，1980年漢諾威大學園藝暨景觀系博士。曾任國立台灣大學園藝學系兼任教授、國立中興大學園藝學系兼任教授、行政院農業委員會主任秘書、行政院農業委員會動植物防疫檢疫局局長，2002年接任行政院農業委員會主任委員，2006年接任台灣肥料公司董事長。

## 外部連結
- 台灣大學園藝學系兼任教授李金龍
- 中興大學傑出校友李金龍 （页面存档备份，存于）

| 官衔          | 官衔                                                                     | 官衔          |
| ------------- | ------------------------------------------------------------------------ | ------------- |
| 行政院        |                                                                          |               |
| 首任          | 行政院農業委員會動植物防疫檢疫局局長 第一任 1998年8月1日－2002年11月30日 | 繼任： 江益男 |
| 前任： 范振宗 | 行政院農業委員會主任委員 第八任 2002年12月1日－2006年1月25日             | 繼任： 蘇嘉全 |